# Eugoa transfasciata
Eugoa transfasciata là một loài bướm đêm thuộc phân họ Arctiinae, họ Erebidae.